# Clément Adrien Vincendon-Dumoulin
Pour les articles homonymes, voir Vincendon et Dumoulin.
Clément Adrien Vincendon-Dumoulin, né le 4 mars 1811 à Chatte (Isère) et mort le 12 mai 1858 à Chevrières (Isère), est un ingénieur hydrographe de la Marine. Il participa entre autres voyages à l'expédition Dumont d'Urville en Antarctique, expédition durant laquelle il fera le premier calcul de l'inclinaison magnétique permettant ainsi de localiser le Pôle Sud magnétique d'alors (23 janvier 1838) et il dressera la 1re carte de la Terre Adélie (1840).

## Biographie

### Jeunesse
Originaire du Dauphiné, il entre à l’École polytechnique en 1831, il en sort 33e sur 113, ce qui lui permet de choisir le corps des ingénieurs hydrographes de la Marine où il est nommé le 6 octobre 1833.
De 1834 à 1836, les périodes de travaux en mer alternent avec les séjours à Paris ; il est à cette époque affecté au relevé régulier des côtes occidentales de France.

### Embarquement surL'Astrolabede Dumont d'Urville (1837-1840)

Trajet de l'expédition 1837-1840

En 1837, sur proposition de l'amiral Ferdinand Hamelin qui le recommande à Dumont d'Urville comme « un homme sage et laborieux qui nous fera du bon ouvrage », il est nommé pour embarquer comme hydrographe sur L'Astrolabe de Dumont d'Urville qui s’apprête à repartir pour la 3e fois en Nouvelle-Zélande avec deux navires, L'Astrolabe et La Zélée. C'est au cours de cette navigation de plus de 3 ans (juillet 1837 - novembre 1840) que sera découverte la Terre Adélie (Antarctique) (janvier 1840) ; il sera d’ailleurs le premier Français à l’apercevoir, hissé dans la mâture où il n’avait pas craint de monter.
Sa principale mission est alors de dresser les cartes des côtes mal connues qui seront longées par les deux navires de l'expédition.

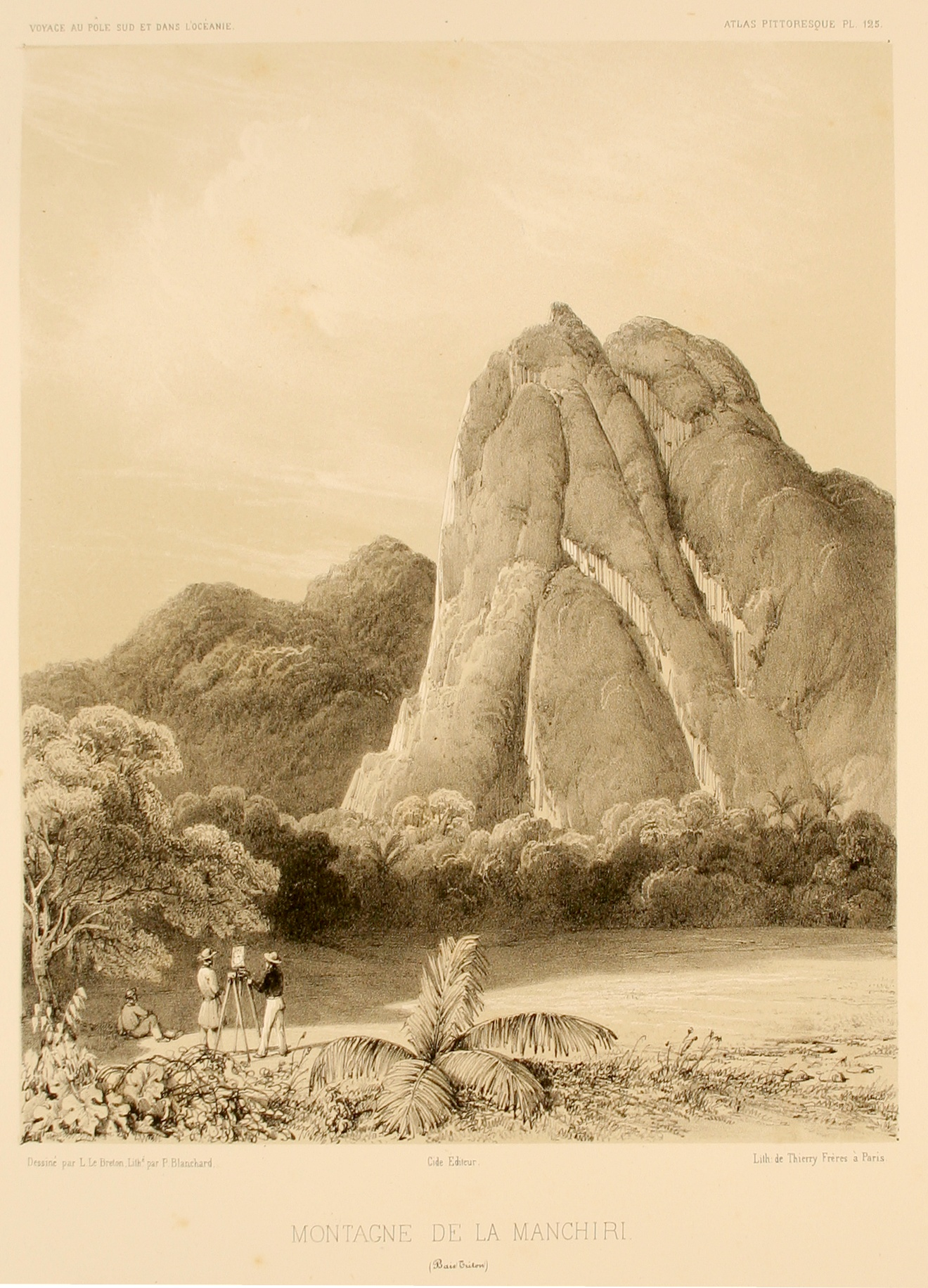
Vincendon-Dumoulin établissant sa station géographique à terre comme à chaque escale, calculant la longitude et raccordant les points remarquables

Il s’attaquera à un problème spécifique des voyages de découverte: faire le dessin d’une côte sans qu’on y dispose de points préalablement déterminés et sans pouvoir y débarquer: le lever sous voiles des cartes, utilisation d'un « cercle de réflexion » qui remplace le compas et permet un relevé des côtes sans avoir à débarquer à terre. Il reprend et améliore le procédé mis au point par Charles-François Beautemps-Beaupré qui reconnaitra la qualité de ce travail en étant le rapporteur à l'Académie des Sciences le 2 novembre 1841 des travaux d'hydrographie de son élève et en approuvant les méthodes de levée sous voiles améliorées par Vincendon-Dumoulin.
Sa méthode de lever sous voiles est très clairement exposée dans le tome 1 du volume consacré à l’hydrographie dans la publication du voyage, et sera concrétisée par une cartographie aussi abondante que précise ; les constructions graphiques qu’elle propose n’ont pas été remplacées par d’autres plus ingénieuses mais la nécessité de dessiner ainsi une côte rapidement à partir de la mer ne se rencontre plus.
Dumont d'Urville lui témoignera toute sa satisfaction en nommant cinq rochers aux abords de la Terre Adélie les « îles Dumoulin » (latitude : -63.4833 ; longitude : -59.7667) rochers parmi lesquels figure le Rocher du Débarquement, rocher sur lequel les hommes mirent pied à terre pour prendre possession au nom de la France de la Terre Adélie.
Un autre site un peu plus au large de la terre Adélie fut lui aussi nommé par Dumont d'Urville « Rochers Dumoulin (en) (63° 29′ S, 59° 46′ O) »
Tout comme il avait été recommandé en 1837 comme « un homme sage et laborieux qui nous fera du bon ouvrage », 
par l'amiral Ferdinand Hamelin» à Dumont d'Urville, ce dernier n'hésitera pas à écrire dans le tome 1er de L'Histoire du Voyage, concernant la nomination de son hydrographe « le hasard me servit au delà de toutes mes espérances ».
Son professionnalisme sera également reconnu par Jules Verne qui fera dire au personnage du Capitaine Nemo dans le chapitre XX du roman Vingt mille lieues sous les mers : « les excellentes cartes du détroit de Torrès levées et dressées par l’ingénieur hydrographe Vincendon-Dumoulin... ».

### Rédaction duVoyage au Pôle Sud et dans l’Océanie(1841-1847)
Au retour de l’expédition en France le 6 novembre 1840, il entreprend de réviser et de compléter les cartes dressées au cours de l’expédition. Ce travail formera un ensemble de 57 cartes, achevé en 1847, auquel il faut ajouter les dix cartes publiées dans le recueil d’illustration qui porte le titre d’Atlas pittoresque. Parallèlement, il travaille avec Dumont d’Urville et son état-major à la publication du Voyage au Pôle Sud et dans l’Océanie, tâche répartie suivant les spécialités : il s’occupe des volumes traitant de la physique et de l’hydrographie. Charles-François Beautemps-Beaupré fut le rapporteur des travaux d'hydrographie au cours de la séance du 2 novembre 1841 à l'Académie des Sciences . Il fit l'éloge des cartes dressées par son ancien élève et approuva les méthodes de levé sous voiles qu'il a perfectionnées.
Les trois premiers volumes de l’histoire du voyage, rédigés par Dumont d’Urville, viennent d'être publiés, ainsi que le premier volume d’hydrographie par Vincendon-Dumoulin, quand survient le décès accidentel de Dumont d’Urville en 1842.
Adrien Vincendon-Dumoulin sera désigné pour conduire le deuil et pour prononcer un éloge funèbre au nom de tous ses compagnons de L’Astrolabe et de la Zélée. Il a aussi la lourde charge de poursuivre à la place du disparu la rédaction et la publication de Voyage au Pôle Sud et dans l’Océanie pour les volumes restants concernant l'Histoire du voyage. Le capitaine de vaisseau Charles Hector Jacquinot qui fut commandant de la Zélée revendique l'honneur de la direction supérieure de l'ouvrage mais la cheville ouvrière sera Vincendon-Dumoulin auquel on adjoint bientôt César Desgraz, le secrétaire de L’Astrolabe.  La contribution de ce dernier est précieuse pour déchiffrer les manuscrits laissés par Dumont d'Urville: Illisibles de nos jours, ils devaient déjà poser quelques problèmes à l'époque. La rédaction des volumes du Voyage au Pôle Sud et dans l’Océanie est terminée ainsi que le deuxième volume d'Hydrographie dont la sortie sera retardée jusqu’en 1851. La gravure des cartes de l'atlas est achevée.

### Autres campagnes hydrographiques (1848-1855)
De nouveau disponible, Vincendon-Dumoulin est désigné pour une courte mission aux Pays-Bas par décision du 27 décembre 1847. Les hydrographes hollandais ont accumulé beaucoup de travaux originaux relatifs à la Guyane, aux cartes du Jutland et de la mer du Nord susceptibles de compléter les cartes françaises d'hydrographie. Ils possèdent aussi des travaux relatifs au grand archipel d'Asie (actuelle Indonésie) demeurés inédits dans le souci de détourner les marines étrangères des Indes néerlandaises. Le directeur du dépôt de La Haye, M. de Tindal, offre la possibilité de profiter de cette documentation. Vincendon-Dumoulin examine, sélectionne, fait entreprendre des copies sur place des documents manuscrits et achète les cartes imprimées. Il est très probable aussi qu'il fit profiter les Hollandais de sa connaissance de ces régions, à titre de réciprocité. 
À son retour en France, dans les premiers jours de mars 1848, il trouve de profonds changements. La Deuxième République vient d’être proclamée et son père est mort le 29 janvier. À partir de ce moment, les liens déjà étroits qu'il avait avec sa famille vont encore se resserrer et surtout il va s'installer dans une résidence dont il venait d’hériter en Dauphiné, près du village de Chevrières.
En 1849 et en 1851, il passe à Chevrières des congés de trois mois qu'il a obtenus pour traiter des affaires familiales. À cette époque, le directeur du Dépôt accordait avec assez de libéralité des congés de cette sorte aux ingénieurs dont le zèle n'était pas à démontrer pourvu que cela ne retardât pas les travaux dont ils étaient chargés. Vincendon-Dumoulin, ingénieur de 2e classe depuis le 15 juillet 1848, était de ceux-là. On peut être certain d'ailleurs qu'il poursuivait ses travaux dans sa retraite dauphinoise. Il venait d'entreprendre en effet la publication d'un ouvrage dont le titre à lui seul donne une idée de l'ambition du projet : Portulan général contenant les plans des ports et mouillages du Globe. Il avait pour but selon son auteur « de reproduire, sous un format uniforme, les nombreux documents imprimés ou manuscrits que l'Hydrographie possède actuellement sur les ports. Réunir les plans de tous les mouillages connus du globe dans un même corps d'ouvrage d'un prix relativement peu élevé occupant peu de place facile à transporter sur le pont du bâtiment sous les yeux du capitaine au moment de l'atterrissage y joindre les instructions nautiques... »
Deux volumes consacrés à l'Atlantique parurent en 1852 et l’expérience devait s'arrêter là. L'utilité de cette documentation est reconnue de nos jours et des plans de port sont inclus dans la reliure des modernes instructions nautiques.
En 1852, une vie professionnelle très active se présente à nouveau pour Vincendon-Dumoulin pendant une période de trois ans avec des campagnes de relevé hydrographique sur les côtes Nord du Maroc (carte no 1711), la côte Sud de l'Espagne et le détroit de Gibraltar (carte no 1809). Ce levé fut précédé par des travaux géodésiques remarquables qui permirent de relier les deux côtes dans une même triangulation, dont la base fut mesurée avec la plus grande rigueur sur une plage des environs de Gibraltar. Les sondages furent complétés par des observations de courants, du régime des vents et de la météorologie. L'étude de la marée faite systématiquement sur les côtes espagnoles fut abordée de façon plus sommaire du côté marocain. Cette étude confrontée à l'observation des courants de surface permit de reconnaître que le bassin occidental de la Méditerranée se comportait comme une baie fermée. Lorsque la campagne se termina, en novembre 1855, on avait franchi un grand pas dans la connaissance du détroit de Gibraltar (ces cartes resteront en service jusqu'en 1986).
Depuis son voyage avec Dumont d'Urville (1837-1840), la santé de Vincendon Dumoulin est précaire et ces dernières campagnes 1852 - 1855 l'ont encore affaibli. Pendant 2 ans, en collaboration avec Philippe de Kerhallet, commandant de bord du Phare, il met la dernière main aux cartes et aux relevés de leurs dernières missions à Gibraltar et au Maroc. La maladie finit par le rattraper et il meurt le 12 mai 1858 à l'âge de 47 ans; la légende familiale dit, en arrivant à Chevrières dans sa propriété, en posant le pied sur la terrasse de cette maison qu'il aimait tant. 

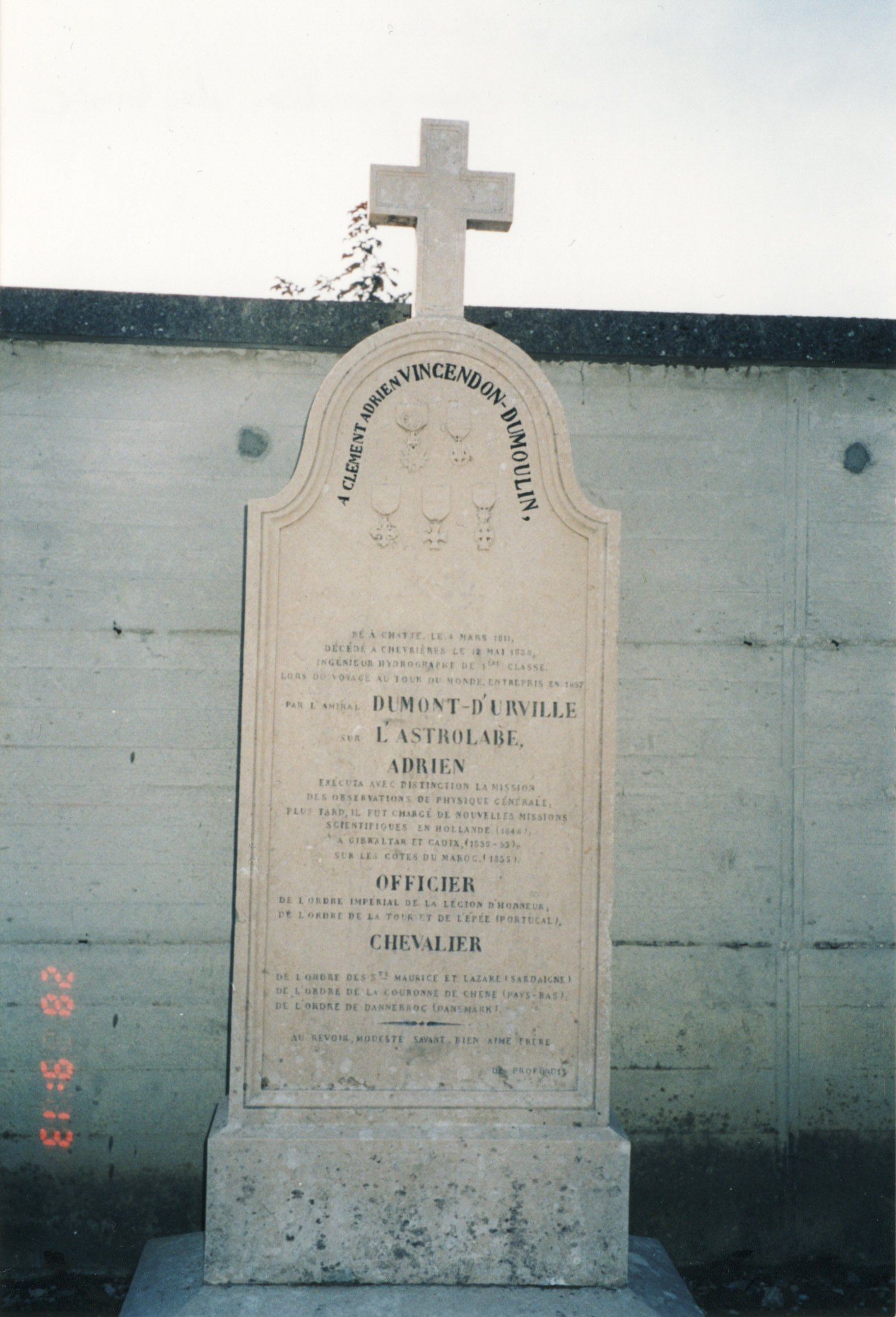
Tombe d’Adrien Vincendon-Dumoulin à Chatte (Isère).

## Distinctions
- Officier de la Légion d'honneur (1854)[1]
- Officier de l'Ordre de la Tour et de l'Épée (Portugal)
- Chevalier de l'ordre des Saints-Maurice-et-Lazare (Sardaigne)
- Chevalier de l'ordre de la Couronne de chêne (Luxembourg)
- Chevalier de l'ordre de Dannebrog (Danemark)